# Chartergellus sanctus
Chartergellus sanctus är en getingart som beskrevs av Richards 1978. Chartergellus sanctus ingår i släktet Chartergellus och familjen getingar. Inga underarter finns listade i Catalogue of Life.